# Капит (область)
Капит (малайск. Kapit) — одна из областей в составе малайзийского штата Саравак на острове Калимантан.

## География
Область расположена в центральной части штата, и занимает 38 934 км².

## Население
В 2010 году в области Капит проживало 114 924 человека. Большинство жителей области Сарикей — ибаны.

## Административное деление
Область Капит делится на три округа:
- Капит
- Сонг
- Белага

## Экономика
85 % территории области покрыто лесами и является заповедной зоной. Население оставшейся территории занимается сельским хозяйством. Разведаны запасы угля.